# NGC 53
NGC 53은 큰부리새자리 방향에 있는 막대나선은하다.

## 같이 보기
- NGC 1 ~ 999 목록